# NGC 138

NGC 138

NGC 138 هي مجرة حلزونية تقع في كوكبة الحوت. تم اكتشافها في 29 أغسطس 1864 من قبل ألبرت مارث.

## وصلات خارجية
- NGC 138 على موقع ويكي سكاي: DSS2, SDSS, GALEX, IRAS, Hydrogen α, X-Ray, Astrophoto, Sky Map, Articles and images